# Artur Marciniak
Artur Marciniak (ur. 18 sierpnia 1987 w Poznaniu) – polski piłkarz, grający na pozycji pomocnika. Zawodnik Warty Poznań.

## Kariera klubowa

### Początki kariery
Artur Marciniak karierę piłkarską rozpoczynał w Poznaniaku Poznań.

### Lech Poznań
W połowie 2004 roku trafił do Lecha Poznań, w którym grał na początku w rezerwach. Karierę rozpoczynał na pozycji ofensywnego środkowego pomocnika. 21 maja 2005 roku zadebiutował w najwyższej klasie ligowych rozgrywek piłkarskich w wygranym 3:0 spotkaniu z Górnikiem Łęczna. W sezonie 2005/2006 coraz częściej pojawiał się na boisku i wystąpił łącznie w 23 meczach. W kolejnych rozgrywkach zagrał tylko w trzech pojedynkach na najwyższym szczeblu rozgrywkowym w Polsce.

### GKS Bełchatów
6 lutego 2007 roku został wypożyczony na rok bez prawa pierwokupu do GKS-u Bełchatów. Po prawie rocznym pobycie został definitywnie zawodnikiem GKS-u.

### Warta Poznań
Ze względu na brak miejsca w zespole, w grudniu 2009 roku został wypożyczony do Warty Poznań. W styczniu 2011 roku rozwiązał kontrakt z GKS Bełchatów za porozumieniem stron, przechodząc definitywnie do zespołu zielonych podpisując półroczny kontrakt z możliwością jego przedłużenia. Pod koniec 2012 roku klub za porozumieniem stron rozwiązał z nim umowę.

### Miedź Legnica
11 stycznia 2013 roku podpisał trzyletni kontrakt Miedzią Legnica, w której w sezonie 2012/2013 wystąpił 11 razy.

### Warta Poznań
W lipcu został ponownie piłkarzem Warty Poznań, z którą w sezonie 2015/2016 awansował do II ligi.

## Kariera reprezentacyjna
Wraz z reprezentacją Polski U-19 uczestniczył na Mistrzostwach Europy w 2006 roku.
Natomiast z reprezentacją Polski U-20 brał udział w Mistrzostwach Świata w 2007 roku. W każdym spotkaniu grupowym wychodził na boisko w podstawowym składzie, będąc kapitanem zespołu. W pierwszym meczu przeciwko drużynie Brazylii, przebywał na boisku pełne 90 minut, które Polska reprezentacja wygrała, 1:0. Po awansowaniu z drugiego miejsca w grupie do kolejnej fazy rozgrywek, ponownie wystąpił z opaską kapitana w przegranym spotkaniu z reprezentacją Argentyny, 3:1.

## Statystyki kariery
Stan na 26 lipca 2019
| Sezon                         | Klub                          | Rozgrywki                     | Liga  | Liga   | Puchar Polski | Puchar Polski | Puchar Ekstraklasy | Puchar Ekstraklasy | UEFA  | UEFA   | Suma  | Suma   |
| Sezon                         | Klub                          | Rozgrywki                     | Mecze | Bramki | Mecze         | Bramki        | Mecze              | Bramki             | Mecze | Bramki | Mecze | Bramki |
| ----------------------------- | ----------------------------- | ----------------------------- | ----- | ------ | ------------- | ------------- | ------------------ | ------------------ | ----- | ------ | ----- | ------ |
| 2004/2005 (j)                 | Lech II Poznań                | II liga                       | –     | –      | –             | –             | –                  | –                  | –     | –      | –     | –      |
| 2004/2005 (w)                 | Lech Poznań                   | Ekstraklasa                   | 1     | 0      | –             | –             | –                  | –                  | –     | –      | 1     | 0      |
| 2005/2006                     | Lech Poznań                   | Ekstraklasa                   | 15    | 0      | 6             | 0             | –                  | –                  | 3     | 0      | 24    | 0      |
| 2006/2007 (j)                 | Lech Poznań                   | Ekstraklasa                   | 3     | 0      | –             | –             | 3                  | 0                  | 2     | 0      | 8     | 0      |
| 2006/2007 (w)                 | GKS Bełchatów                 | Ekstraklasa                   | 3     | 0      | –             | –             | 4                  | 0                  | –     | –      | 7     | 0      |
| 2007/2008                     | GKS Bełchatów                 | Ekstraklasa                   | 6     | 0      | –             | –             | 5                  | 0                  | 2     | 0      | 13    | 0      |
| 2007/2008                     | GKS Bełchatów                 | Młoda Ekstraklasa             | 14    | 1      | –             | –             | –                  | –                  | –     | –      | 14    | 1      |
| 2008/2009                     | GKS Bełchatów                 | Ekstraklasa                   | 2     | 0      | –             | –             | 5                  | 0                  | –     | –      | 7     | 0      |
| 2008/2009                     | GKS Bełchatów                 | Młoda Ekstraklasa             | 18    | 0      | –             | –             | –                  | –                  | –     | –      | 18    | 0      |
| 2009/2010 (j)                 | GKS Bełchatów                 | Młoda Ekstraklasa             | 6     | 0      | –             | –             | –                  | –                  | –     | –      | 6     | 0      |
| 2009/2010 (w)                 | Warta Poznań                  | I liga                        | 11    | 0      | –             | –             | –                  | –                  | –     | –      | 11    | 0      |
| 2010/2011 (j)                 | GKS Bełchatów                 | Młoda Ekstraklasa             | 12    | 2      | –             | –             | –                  | –                  | –     | –      | 12    | 2      |
| 2010/2011 (w)                 | Warta Poznań                  | I liga                        | 13    | 2      | –             | –             | –                  | –                  | –     | –      | 13    | 2      |
| 2011/2012                     | Warta Poznań                  | I liga                        | 23    | 0      | –             | –             | –                  | –                  | –     | –      | 23    | 0      |
| 2012/2013 (j)                 | Warta Poznań                  | I liga                        | 16    | 0      | 3             | 0             | –                  | –                  | –     | –      | 19    | 0      |
| 2012/2013 (w)                 | Miedź Legnica                 | I liga                        | 11    | 0      | –             | –             | –                  | –                  | –     | –      | 11    | 0      |
| 2013/2014                     | Warta Poznań                  | II liga                       | 30    | 4      | 1             | 0             | –                  | –                  | –     | –      | 31    | 4      |
| 2014/2015                     | Warta Poznań                  | III liga                      | 23    | 1      | 2             | 0             | 2                  | 0                  | –     | –      | 27    | 1      |
| 2015/2016                     | Warta Poznań                  | III liga                      | 23    | 0      | 2             | 0             | 2                  | 0                  | –     | –      | 27    | 0      |
| 2016/2017                     | Warta Poznań                  | II liga                       | 24    | 1      | 0             | 0             | 0                  | 0                  | –     | –      | 24    | 1      |
| 2017/2018                     | Warta Poznań                  | II liga                       | 29    | 1      | 1             | 0             | 0                  | 0                  | –     | –      | 30    | 1      |
| 2018/2019                     | Warta Poznań                  | I liga                        | 29    | 1      | 1             | 0             | 0                  | 0                  | –     | –      | 30    | 1      |
| 2019/2020                     | Warta Poznań                  | I liga                        | 1     | 0      | 0             | 0             | 0                  | 0                  | –     | –      | 1     | 0      |
| Łącznie w Lechu Poznań        | Łącznie w Lechu Poznań        | Łącznie w Lechu Poznań        | 19    | 0      | 6             | 0             | 3                  | 0                  | 5     | 0      | 33    | 0      |
| Łącznie w GKS-ie Bełchatów    | Łącznie w GKS-ie Bełchatów    | Łącznie w GKS-ie Bełchatów    | 11    | 0      | –             | –             | 14                 | 0                  | 2     | 0      | 27    | 0      |
| Łącznie w Warcie Poznań       | Łącznie w Warcie Poznań       | Łącznie w Warcie Poznań       | 222   | 10     | 10            | 0             | 4                  | 0                  | –     | –      | 236   | 10     |
| Łącznie w Miedzi Legnica      | Łącznie w Miedzi Legnica      | Łącznie w Miedzi Legnica      | 11    | 0      | –             | –             | –                  | –                  | –     | –      | 11    | 0      |
| Łącznie w Ekstraklasie        | Łącznie w Ekstraklasie        | Łącznie w Ekstraklasie        | 30    | 0      | –             | –             | –                  | –                  | –     | –      | 30    | 0      |
| Łącznie w I lidze             | Łącznie w I lidze             | Łącznie w I lidze             | 104   | 2      | –             | –             | –                  | –                  | –     | –      | 104   | 2      |
| Łącznie w II lidze            | Łącznie w II lidze            | Łącznie w II lidze            | 83    | 6      | –             | –             | –                  | –                  | –     | –      | 83    | 6      |
| Łącznie w III lidze           | Łącznie w III lidze           | Łącznie w III lidze           | 46    | 1      | –             | –             | –                  | –                  | –     | –      | 46    | 1      |
| Łącznie w Młodej Ekstraklasie | Łącznie w Młodej Ekstraklasie | Łącznie w Młodej Ekstraklasie | 50    | 3      | –             | –             | –                  | –                  | –     | –      | 50    | 3      |
| Łącznie w karierze            | Łącznie w karierze            | Łącznie w karierze            | 313   | 13     | 16            | 0             | 21                 | 0                  | 7     | 0      | 357   | 13     |

1. ↑  (j) – runda jesienna; (w) – runda wiosenna
2. ↑  Według nomenklatury obowiązującej w danym sezonie. 7 stycznia 2007 obradujące w Warszawie walne zgromadzenie sprawozdawczo–statutowe Polskiego Związku Piłki Nożnej przyjęło nową strukturę piłkarskich rozgrywek centralnych od sezonu 2008/2009 – cztery ligi centralne, od ekstraklasy przez pierwszą, dwie grupy drugiej do ośmiu grup trzeciej ligi[15]. Druga liga stała się więc pierwszą, trzecia drugą, a czwarta trzecią.
3. 1 2  Baraże o awans do II ligi.
4. ↑  Zsumowano statystyki z występów w klubach grających na pierwszym szczeblu rozgrywkowym (do sezonu 2007/2008 nazywanych pierwszą ligą, od rozgrywek 2008/2009 zaś Ekstraklasą).
5. ↑  Zsumowano statystyki z występów w klubach grających na drugim szczeblu rozgrywkowym (do sezonu 2007/2008 nazywanych drugą ligą, od rozgrywek 2008/2009 zaś pierwszą).
6. ↑  Zsumowano statystyki z występów w klubach grających na trzecim szczeblu rozgrywkowym (do sezonu 2007/2008 nazywanych trzecią ligą, od rozgrywek 2008/2009 zaś drugą).
7. ↑  Zsumowano statystyki z występów w drużynach młodzieżowych klubów grających na pierwszym szczeblu rozgrywkowym.